# Entreprise générale
 (25 mai 2022).
Entreprise générale et contractant général (General Contractor à l'étranger) sont des appellations utilisées en France dans le secteur du bâtiment et des travaux publics.
Cette activité d'entrepreneur nécessite très souvent le concours de nombreux acteurs et corps de métier, dans chaque spécialité.

## Description
En France, en particulier, l'auto-construction est autorisée, sans l'aide d'aucun professionnel, à certaines conditions dont, pour les particuliers, les constructions d'une surface de moins de 150 m2. Cette surface concerne un très grand nombre de constructions individuelles (pavillons) réalisées sans le concours d'un architecte ni d'un maître d'œuvre. 
Tous les autres projets de construction, bâtiment et génie civil, doivent faire appel aux compétences d'une équipe de « maîtrise d'œuvre » comprenant architecte et bureaux d'études, missionnés par le client appelé « maître d'ouvrage ». Avec la spécialisation des tâches, il est de plus en plus fréquent de voir travailler un décorateur et un architecte d'intérieur avec l'architecte concepteur de l'ouvrage. De même pour les bureaux d'études, chacun exerce sa spécialité : étude de sol, fondations, structure béton armé, structure métallique, façades, couverture, électricité, chauffage ventilation climatisation, espaces verts, etc. De même, pour les réalisateurs de ces travaux, les entrepreneurs, chaque entreprise exécute ses travaux, sous le contrôle de l'équipe de maîtrise d'œuvre et d'un bureau de contrôle, selon sa spécialité et ses qualifications. 
Pour des chantiers de grande ampleur ou complexes, l'exécution des travaux peut être effectuée par une ou plusieurs entreprises en fonction de leur nature et du marché de travaux.
Dans le domaine du génie civil, le nombre de spécialités est souvent limité aux terrassements, fondations spéciales, gros-œuvre, charpente métallique, enrobés et signalétique.

### Marchés de travaux
Ce n'est souvent le cas dans le bâtiment où les corps d'état sont beaucoup plus nombreux pouvant aller jusqu'à une quarantaine de spécialités. On distingue alors plusieurs possibilités dans la nature des marchés de travaux, quelle que soit leur importance :
- Marché de travaux en lots séparés : la maîtrise d'œuvre doit établir des cahiers des charges techniques pour chaque spécialité, « corps d'état », et les marchés sont attribués aux entreprises ayant la qualification correspondante, le terrassement au terrassier, le gros-œuvre au maçon, l'électricité à un électricien etc. Dans ce cas, la responsabilité de la maîtrise d'œuvre est importante car toute prescription manquante dans les cahiers des charges des différents lots sera de sa responsabilité et donnera lieu à travaux supplémentaires payés par le maître d'ouvrage qui appliquera alors une pénalité sur les honoraires du maître d'œuvre responsable.

- Marché de travaux en entreprise générale : une entreprise ayant cette qualification, peut se voir attribuer l'ensemble des travaux, toutes spécialités confondues, à charge pour elle soit de les réaliser avec son propre personnel, si elle dispose des effectifs qualifiés pour cela, soit de faire agréer des entreprises sous-traitantes. Théoriquement, tant que le maître d'œuvre et la maître de l'ouvrage ne demandent pas de modifications au programme, aucun supplément ne pourra être réclamé.

- Marché de travaux en groupement d'entreprises. Deux cas sont alors possibles :
  - entreprises solidaires : une entreprise est désignée chef de file (souvent l'entreprise de gros-œuvre) appelée "mandataire" qui est le porte-parole de toutes les entreprises et son représentant est le seul interlocuteur du maître de l'ouvrage et de la maîtrise d'œuvre. À charge pour lui de communiquer aux autres entreprises les consignes et informations recueillies. Les entreprises doivent alors réaliser l'ouvrage dans sa totalité, selon les prescriptions du cahier des charges. Théoriquement, tant que ni le maître d'œuvre ni le maître de l'ouvrage ne demanderont de modifications au programme, aucun supplément ne pourra être réclamé.
  - entreprises conjointes : chaque entreprise est uniquement responsable de sa partie d'ouvrage, conformément à son marché. S'il y a des manquements dans la prescription (cahier des charges établi par l'entreprise générale) elle ne doit pas y remédier à ses frais mais au titre de travaux supplémentaires facturés à l'entreprise générale. A charge pour elle de réclamer un supplément si ces travaux n'étaient pas mentionnés dans son cahier des charges général.

- Marché de travaux en contractant général ou General Contractor. Ce type de marché est assez récent en France et fait l'objet de grands débats à tous niveaux. Ce type de marché de travaux implique très fortement l'entreprise titulaire du marché, dès la conception de l'ouvrage d'où la polémique qui peut éclater entre la maîtrise d'ouvrage et la maîtrise d'œuvre. Le rôle du maître d'œuvre est réduit une une première phase de conception générale tandis que celui de l'entreprise passe alors de simple exécutant à co-concepteur car l'entreprise s'engage à réaliser l'ouvrage souvent à partir d'une simple esquisse, sur le prix et les délais qui va donc proposer et souvent imposer ses techniques de construction, ses matériaux, ses adaptations constructives. La maîtrise d'œuvre peut alors se sentir dépossédée de son œuvre au profit de l'entreprise qui va tout maîtriser, des calculs qu'elle fera à la place des bureaux d'études, des contrôles qualitatifs des travaux réalisés par ses sous-traitants etc. La maîtrise d'œuvre devient alors un observateur extérieur qui verra l'ouvrage prendre forme sans en avoir la maîtrise totale alors que traditionnellement, le maître d'œuvre, qui est celui qui a conçu l'ouvrage, s'assure que l'entreprise générale (ou les entreprises) respecte(nt) son projet dans les conditions du marché. Ce type de marché est très fréquent à l'étranger où l'on ne ressent pas cela (frustration de l'artiste français) car depuis fort longtemps le concepteur n'est généralement pas celui qui suit la réalisation des travaux. Le cadre législatif européen fait appel à une direction de travaux indépendante de celle de la conception de l'ouvrage où l'on trouve le concepteur, qui n'est souvent pas un architecte mais un ingénieur, et une direction des travaux.